# Bundesverband der Lohnsteuerhilfevereine
Der Bundesverband der Lohnsteuerhilfevereine e. V. (BDL) war ein  Dachverband der Lohnsteuerhilfevereine in Deutschland. Dieser wurde am 18. Oktober 1973 gegründet.
Ihm gehörten über 160 Lohnsteuerhilfevereine mit 1,3 Millionen Mitgliedern an. Der BDL vertritt die gemeinsamen Interessen der angeschlossenen Lohnsteuerhilfevereine gegenüber dem Gesetzgeber, der Finanzverwaltung, der Öffentlichkeit und den Massenmedien. Seine wichtigste Aufgabe war dabei die Vertretung der steuerlichen Belange der Arbeitnehmer auf diesen Gebieten.
Der Verein fusionierte zum 1. Januar 2017 mit dem Neuen Verband der Lohnsteuerhilfevereine e.V. zum Bundesverband Lohnsteuerhilfevereine e.V. (BVL).